# 谷口勇武
谷口 勇武（たにぐち いさむ、1979年10月11日 - ）は、日本のプロレスラー。本名：谷口 勇（たにぐち いさむ）。

## 経歴
- 2004年、総合格闘技道場「真闘術」に入門。
- 2007年5月、プロレスリング華☆激に移籍。
- 2007年10月7日、華☆激さざんぴあ博多多目的ホール大会でコスモ☆ソルジャーとタッグを組んで対ディアブロ&黒影組戦でデビュー。
- 2011年12月、華☆激を退団。
- 2012年1月、北九プロレスZに入団。
- 2016年2月7日、ローカルヒーロー覆面レスラー「エルブレイブ」としてデビュー。
- 7月、北九Zが解散。

## 戦績
| 総合格闘技 戦績 | 総合格闘技 戦績 | 総合格闘技 戦績 | 総合格闘技 戦績 | 総合格闘技 戦績 | 総合格闘技 戦績 | 総合格闘技 戦績 |
| --------------- | --------------- | --------------- | --------------- | --------------- | --------------- | --------------- |
| 1 試合          | (T)KO           | 一本            | 判定            | その他          | 引き分け        | 無効試合        |
| 0 勝            | 0               | 0               | 0               | 0               | 0               | 0               |
| 1 敗            | 1               | 0               | 0               | 0               | 0               | 0               |

| 勝敗 | 対戦相手 | 試合結果                 | 大会名             | 開催年月日    |
| ×    | 大田洋輔 | 1R終了後ドクターストップ | THE OUTSIDER第壱戦 | 2008年3月30日 |

## 得意技
スワントーンボム
セントーンアトミコと同型。
垂直落下式ブレーンバスター
ファルコンアロー
ドラゴンスープレックス
ジャーマンスープレックス
腕ひしぎ逆十字固め
腕固め
バズソーキック
仰向けになった相手の上半身を起こして相手の左側頭部を振り抜いた右足の甲で蹴り飛ばす。
各種キック

## タイトル歴
- 博多タッグ王座
- 九州ジュニアヘビー級王座

## テレビ出演
- ドゲンジャーズシリーズ（九州朝日放送） - エルブレイブの声[1]

ドゲンジャーズ（2020年4月12日 - 6月28日）
ドゲンジャーズ ナイスバディ（2021年4月11日 - 6月27日）
ドゲンジャーズ ハイスクール（2022年4月3日 - 6月26日）
ドゲンジャーズ メトロポリス（2023年4月9日 - 6月25日）